# Grażyna Borkowska
Grażyna Borkowska (ur. 11 kwietnia 1956 w Szczecinie) – profesor nauk humanistycznych, pracownik Instytutu Badań Literackich PAN. Zajmuje się przede wszystkim historią literatury od XIX do dziś, teorią literatury, w tym szczególnie krytyką feministyczną. Jest kierownikiem studiów doktoranckich. Redaktor naczelna „Pamiętnika Literackiego”, wieloletnia współpracowniczka czasopisma „Res Publica Nowa”.
Od 2019 członkini Zespołu Nazewnictwa Miejskiego w Urzędzie m.st. Warszawy.

## Wybrane publikacje
- Dialog powieściowy i jego konteksty (na podstawie twórczości Elizy Orzeszkowej), Wrocław 1988;
- Cudzoziemki. Studia o polskiej prozie kobiecej, Warszawa 1996;
- Pozytywiści i inni, Warszawa 1996;
- Maria Dąbrowska i Stanisław Stempowski, Kraków 1999;
- Pisarki polskie - od średniowiecza do współczesności. Przewodnik (wraz z M. Czermińską i U. Phillips), Gdańsk 2000;
- Nierozważna i nieromantyczna. O Halinie Poświatowskiej, Kraków 2001.